# 野鸡 (星官)
野鸡是中国古代星官之一，属于二十八宿中的井宿，位于现代星座的大犬座。《丹元子步天歌》：“军市团圆十三星，中有一个野鸡精。”野鸡在军市之中，含有一颗恒星，即大犬座ν²，视星等3.95。